# 63 Ausonia
Ausonia /ɔːˈsoʊniə/ (định danh hành tinh vi hình: 63 Ausonia) là một tiểu hành tinh Vestian bằng đá lớn ở vùng bên trong của vành đai chính, đường kính khoảng 100 km. Nó được nhà thiên văn học người Ý Annibale de Gasparis phát hiện ngày 10 tháng 2 năm 1861 tại Đài quan sát thiên văn của Capodimonte ở Napoli, Ý. Lựa chọn ban đầu về tên cho tiểu hành tinh là "Italia", theo tên của Italia, nhưng tên này đã được sửa đổi thành Ausonia, một tên khác cổ xưa thơ mộng của nước Ý.
Dựa trên đường cong ánh sáng của nó, người ta đưa ra giả thiết là nó có thể có một vệ tinh nhỏ.